# Вердаль
Верда́ль (фр. Verdalle, окс. Verdala) — коммуна во Франции, находится в регионе Юг — Пиренеи. Департамент — Тарн. Входит в состав кантона Ла-Монтань-Нуар. Округ коммуны — Кастр.
Код INSEE коммуны — 81312.

## География
Коммуна расположена приблизительно в 600 км к югу от Парижа, в 60 км восточнее Тулузы, в 50 км к югу от Альби.
По территории коммуны протекает небольшая река Сан. 

## Климат
Климат умеренно-океанический. Зима мягкая и дождливая, лето жаркое с частыми грозами. Ветры довольно редки.

## Население
Население коммуны на 2010 год составляло 948 человек.
| 1962 | 1968 | 1975 | 1982 | 1990 | 1999 | 2010 |
| ---- | ---- | ---- | ---- | ---- | ---- | ---- |
| 708  | 647  | 591  | 599  | 701  | 718  | 948  |

## Экономика
В 2007 году среди 614 человек в трудоспособном возрасте (15—64 лет) 416 были экономически активными, 198 — неактивными (показатель активности — 67,8 %, в 1999 году было 72,8 %). Из 416 активных работали 356 человек (204 мужчины и 152 женщины), безработных было 60 (24 мужчины и 36 женщин). Среди 198 неактивных 99 человек были учениками или студентами, 35 — пенсионерами, 64 были неактивными по другим причинам.

## Фотогалерея

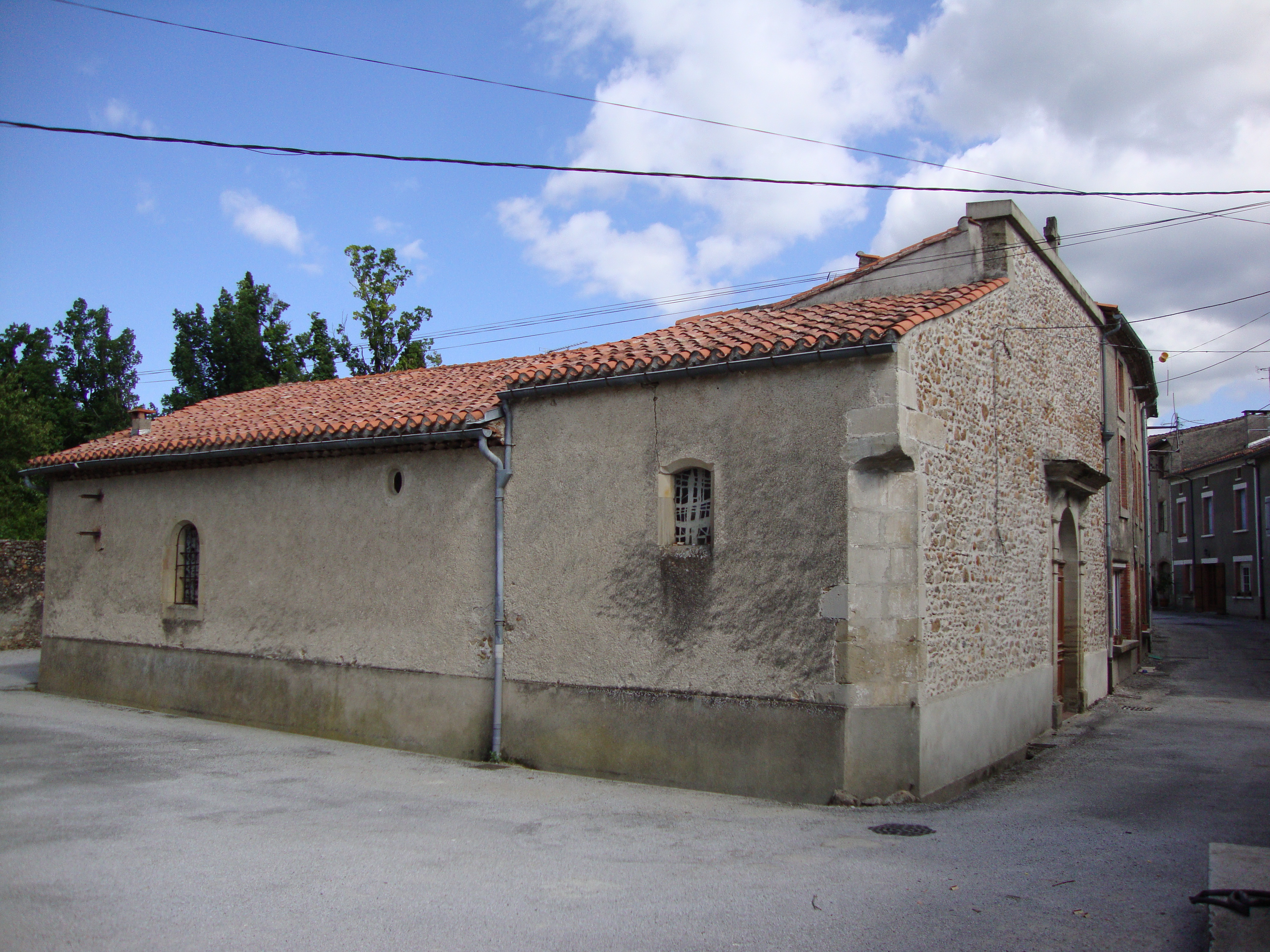
Церковь
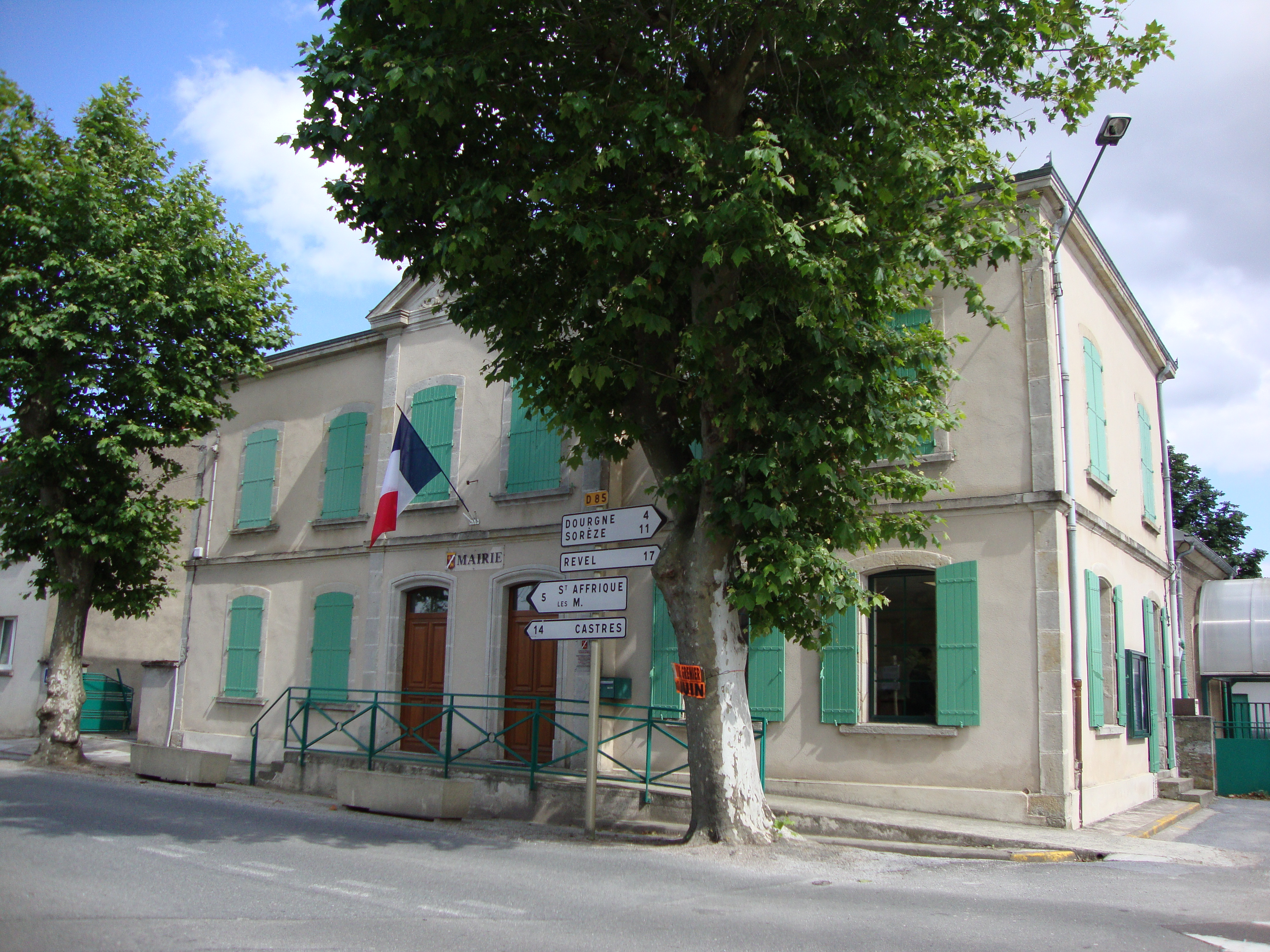
Мэрия
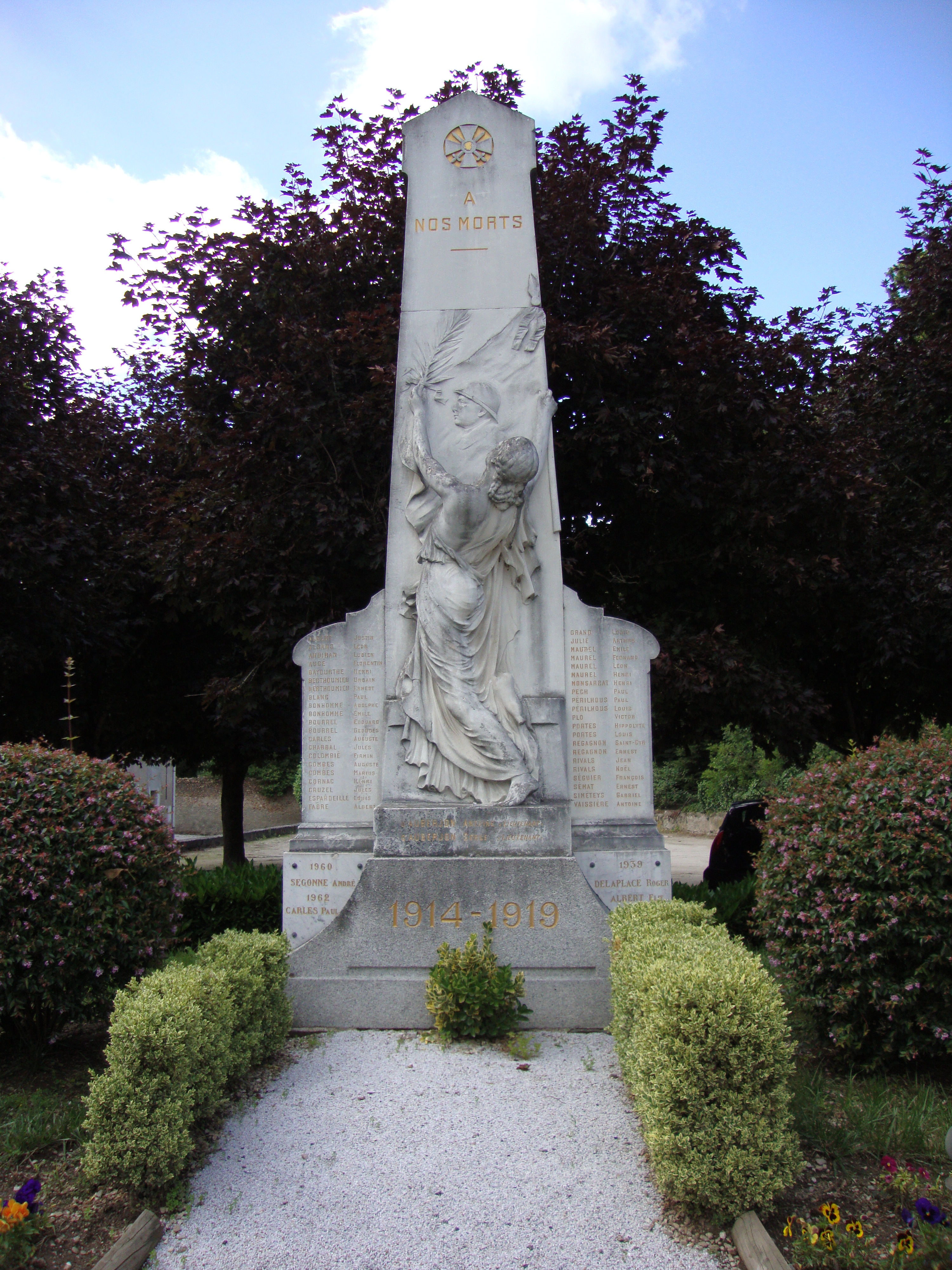
Военный мемориал
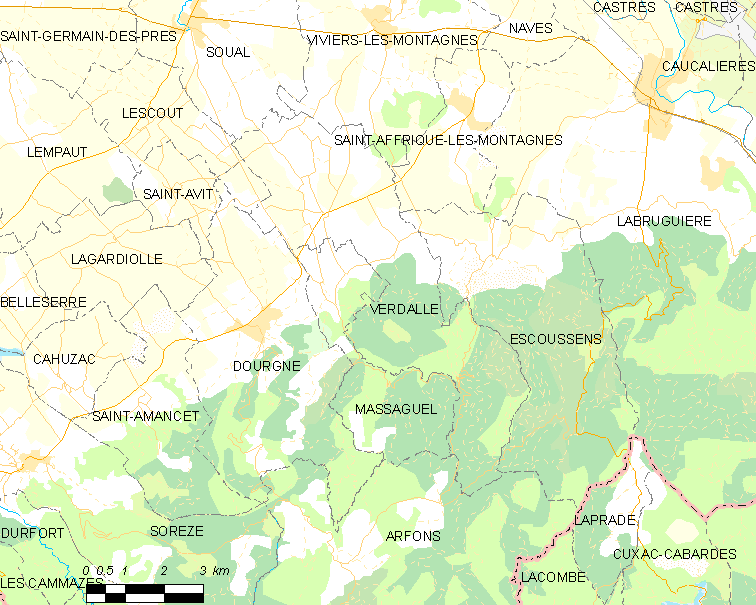
Карта коммуны